# عباس با
عباس با (بالفرنسية: Abasse Ba)‏ (مواليد 12 يوليو 1976، في بيليلكينديسا، السنغال) هو لاعب كرة قدم سنغالي.

## المسيرة الرياضية
با الذي بدأ مسيرته في فرنسا مع لوهان كويسو انضم بعد ثلاث سنوات إلى ديجون. في ديجون لعب 152 مباراة وسجل أربعة أهداف خلال ستة أعوام حتى مغادرته بالتعاقد مع لوهافر.
في 27 أبريل 2009 أعار لوهافر قلب دفاعه السنغالي إلى الريان.